# Football Bourg-en-Bresse Péronnas 01
Football Bourg-en-Bresse Péronnas 01 is een Franse voetbalclub uit Péronnas.
De club ontstond in 1942 als een fusie tussen US Péronnas, opgericht in 1930 en in 1934 hernoemd in US Péronnas-Bourg, en FC Bourg-en-Bresse uit Bourg-en-Bresse. De club speelde lang in de lagere reeksen van het Franse voetbal voor in 1997 het CFA (vierde niveau) bereikt werd. In het seizoen 2003/2004 speelde FC Bourg-Péronnas voor één seizoen in het Championnat National (derde niveau). In 2006 zakte de club terug naar de CFA 2. In 2009 promoveerde Bourg-Péronnas weer naar de CFA en in 2012 weer naar het Championnat National. In 2015 promoveerde de club naar de Ligue 2 en werd de huidige naam aangenomen. In 2023 zakte de club af naar het vierde niveau, de Championnat National 2. De club eindigde in 2022/23 als 14e, echter degradeerden dat seizoen de zes onderste clubs. Een jaar later werd het verloren gegane terrein weer terug veroverd.
Aubagne ·
Boulogne · 
Bourg-en-Bresse 01 · 
Châteauroux ·
Concarneau ·
Dijon · 
Le Mans ·
Nancy · 
Nîmes ·
Orléans ·
Paris 13 Atletico · 
Quevilly-Rouen ·
Rouen · 
Sochaux ·
Valenciennes ·
Versailles ·
Villefranche